# 劉暢 (フィギュアスケート選手)
劉 暢（りゅう ちょう、中国語: 劉暢、1994年4月17日 - ）は、中華人民共和国出身の男子フィギュアスケート（アイスダンス）選手。パートナーは劉涵淼、趙悦。

## 経歴
2013-2014シーズン、四大陸選手権で競技後に実施されたドーピング検査で陽性反応があり失格、1年間の出場停止が課せられた。
2014-2015シーズン、グランプリシリーズのアサインメントにて、趙悦とのカップルを解散していたことが判明。
2015-2016シーズン、新たに劉涵淼とのカップルを結成して競技に復帰した。

## 主な戦績
- 2013-2014シーズンまでは趙悦とのカップル
- 2015-2016シーズンからは劉涵淼とのカップル

| 大会/年           | 2012-13 | 2013-14 | 2015-16 |
| ----------------- | ------- | ------- | ------- |
| 四大陸選手権      |         | 失格    |         |
| 中国選手権        | 3       | 6       | 13      |
| 世界Jr.選手権     |         | 15      |         |
| ユニバーシアード  |         | 15      |         |
| JGPバルティック杯 |         | 11      |         |
| JGPコシツェ       |         | 10      |         |